# Colonnella
Colonnella – miejscowość i gmina we Włoszech, w regionie Abruzja, w prowincji Teramo.
Według danych na rok 2004 gminę zamieszkuje 3239 osób, 154,2 os./km².